# Ophion fuscipennis
Ophion fuscipennis là một loài tò vò trong họ Ichneumonidae.